# Jacqueline Martel
Pour l’article homonyme, voir Jacqueline Martel (soprano).
Jacqueline Martel, née Dumoulin le 11 janvier 1927 à Annecy et morte le 11 janvier 2015 à Saint-Gervais-les-Bains, est une ancienne skieuse alpine française originaire de Saint-Gervais-les-Bains.

## Palmarès

### Jeux olympiques
| Épreuve / Édition | Descente | Slalom géant | Slalom       |
| ----------------- | -------- | ------------ | ------------ |
| JO 1952 Oslo      | Abandon  | 11e          | Non partante |

### Championnats du monde
| Épreuve / Édition   | Descente | Slalom géant | Slalom       |
| ------------------- | -------- | ------------ | ------------ |
| Mondiaux 1950 Aspen | Abandon  | 13e          | 15e          |
| JO 1952 Oslo        | Abandon  | 11e          | Non partante |

### Arlberg-Kandahar
- Vainqueur du Kandahar 1949 à Sankt Anton et 1951 à Sestrières
- Vainqueur de la descente 1949 à Sankt Anton

### Championnats de France
Elle a été 4 fois Championne de France  dont : 
- 2 fois Championne de France de Descente en 1951 et 1953
- Championne de France de Slalom en 1951
- Championne de France de Combiné en 1947